# 小行星7819
小行星7819（英語：7819）是一颗围绕太阳公转的小行星。1990年9月14日，亨利·E·霍爾特在帕洛马山发现了此天体。
这颗小行星的绝对星等为234.0603394791275等。